# Heimevernet

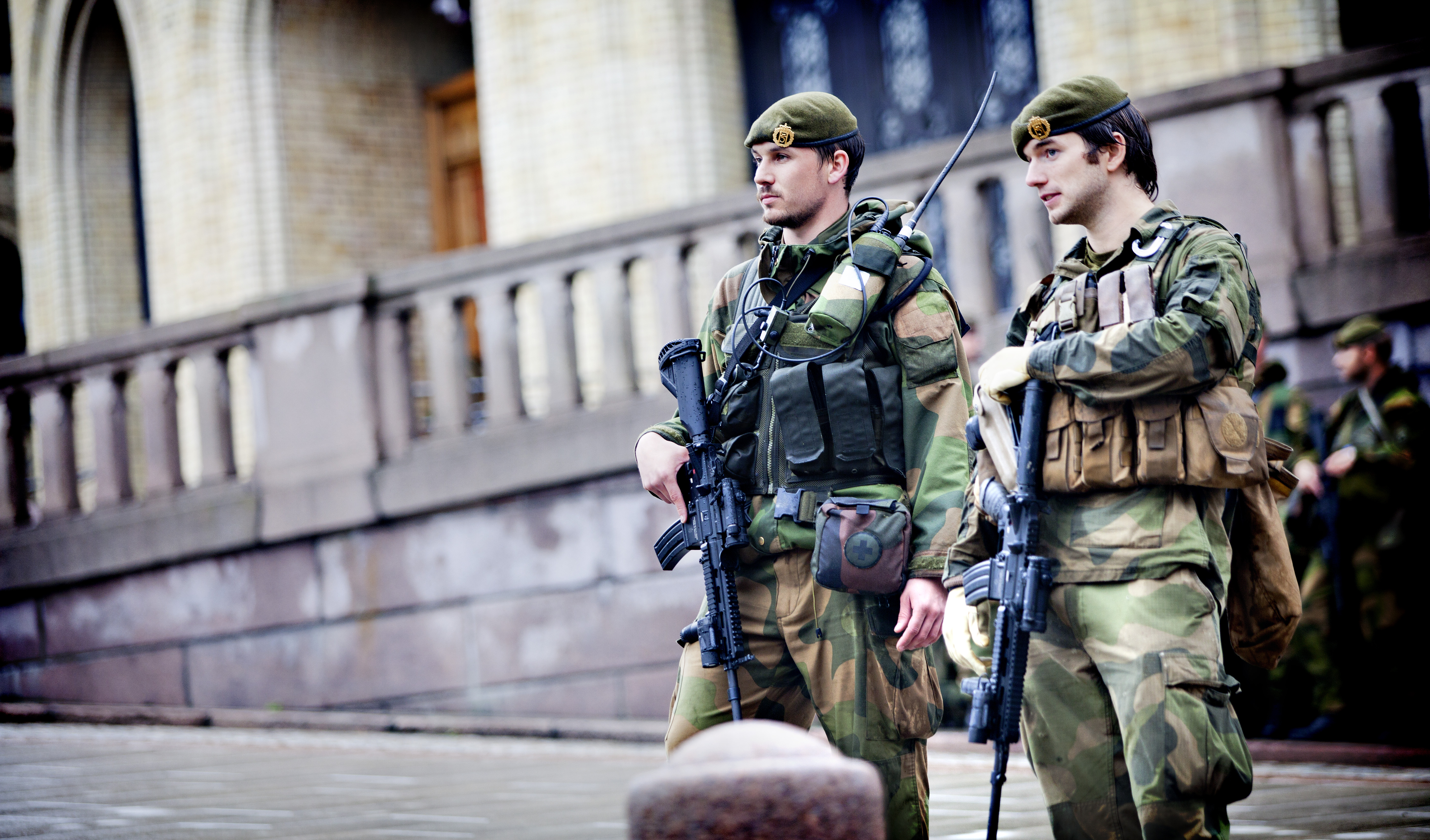
Angehörige des Heimevernets

Das Heimevernet (dt. Heimwehr) bildet mit 40.500 Angehörigen die Reservestreitmacht der norwegischen Streitkräfte.
1.200 Angehörige befinden sich im aktiven Dienst, weitere 3.500 können rasch mobilisiert werden.

## Gliederung
Das Heimevernet besteht aus je einer Heeres-, Luftwaffen- und Marineheimwehr, die in 13 Heimwehrdistrikte gegliedert sind.

### Heeresheimwehr
Neben der Unterstützung des norwegischen Heeres übernimmt die Heeresheimwehr unter anderem Aufgaben im Bereich Terrorprävention und Katastrophenschutz.

### Luftwaffenheimwehr
Eine besondere Aufgabe der Luftwaffenheimwehr ist unter anderem der Objektschutz der Einrichtungen der Luftwaffe.

### Marineheimwehr
Die Marineheimwehr unterstützt die Marine und Küstenwache hauptsächlich bei der Überwachung der Hoheitsgewässer; dafür verfügt sie über ca. 200 Einsatzboote.

## Kommandeure
- Generalmajor Elisabeth Gifstad Michelsen - ab 2019[2]
- Generalmajor Frode Ommundsen - seit 2023[3][4]

## Sersjantmajor
Der Sersjantmajor der Heimevernet ist der oberste Unteroffizier der Einheit:
- Gjert Grave - ab 1. August 2020, ehemaliger Sersjantmajor[5]
- Morten Fosland - aktueller Sersjantmajor[6][7]

## Lohn
Zum 1. Januar 2023 betrug der Jahreslohn von Elisabeth Gifstad Michelsen 1.398.094 Kronen und von Gjert Grave 839.900 Kronen.